# Marcin Groblicz V
Marcin Groblicz V (ur. pod koniec XVII wieku w Krakowie - zm. po 1760 w Warszawie) – polski lutnik, ostatni z działających w zawodzie lutników z rodu Grobliczów.
Syn Marcina Groblicza IV. Prawdopodobnie pobierał naukę w krakowskiej pracowni lutniczej u swego ojca, później przeniósł się do Warszawy. Zachowały się co najmniej 4 egzemplarze jego skrzypiec, datowane na 1710, 1732, 1735, 1738. Niektórzy przypisują również mu autorstwo instrumentu z 1766, co jest podawane w wątpliwość. 
W swoich instrumentach Marcin Groblicz V  w odróżnieniu od swoich poprzedników, nie stosował ostro zakończonych języczków przy otworach rezonansowych.